# Albert Frank Milward

Edgar Allen Poe [sic!]: Titelblatt von Ses Noveloj von 1924, übersetzt von Albert Frank Milward.

Albert Frank Milward (* 1893 in Redditch; † 1. April 1945) war ein britischer Esperantist und Übersetzer.

## Übersetzungen
- 1923: Edgar Allan Poe: La Maskfesto de la Ruĝa Morto.[2] (Die Maske des Roten Todes)
- 1924: Edgar Allan Poe: Ses Noveloj.[3] (Sechs Novellen). Ferdinand Hirt & Sohn, Leipzig
- 1929: H.G. Wells: La dormanto vekiĝas.[4] (Wenn der Schläfer erwacht), The Esperanto Publishing Company, London